# Лигская волость
Ли́гская волость (латыш. Līgo pagasts) — одна из четырнадцати территориальных единиц Гулбенского края Латвии. Находится на Адзельском подъёме Восточнолатвийской низменности и частично в районе Гулбенского вала Алуксненской возвышенности на северо-востоке страны.
Граничит с Яунгулбенской и Даукстской волостями своего края, Индранской волостью Лубанского края, а также с Дзелзавской волостью Мадонского края.
Наиболее крупные населённые пункты Лигской волости: Лиго (волостной центр), Яунамуйжа, Лигомуйжа, Силтайс.
По территории волости протекают реки: Асарупе, Лиеде, Нидрите, Ушурупе.
Крупные водоёмы: на северо-востоке волость граничит с озером Ушуру.
Наивысшая точка: 121,5 м.
Национальный состав: 96,8 % — латыши, 2,6 % — русские.
Волость пересекает автомобильная дорога Гулбене — Мадона и железнодорожная линия Плявиняс — Гулбене (пассажирское движение прекращено в 2000 году).

## История
В XII веке земли нынешней Лигской волости были заселены выходцами из Ерсики. В дальнейшем они оказались во владении Рижского архиепископа (XIII век), отходили к Польше (XVI век), Швеции (XVII век) и Российской империи (XVIII век). На территории волости в XIX веке находились 3 полупоместья — Яунское, Лигское и Силтайское, в Лиго работала стекольная мануфактура. В 1875 году была открыта Силтайская школа.
После Второй мировой войны были организованы несколько колхозов, в 1964 году подвергшиеся слиянию. На базе колхоза в 1991 году возникло паевое общество «Лиго», прекратившее существование в 1992 году.
В 1945 году в Яунгулбенской волости Мадонского уезда был образован Лигский сельский совет, который в 1947—1949 годах находился в составе Гулбенского уезда. В 1949 году произошла отмена волостного деления и Лигский сельсовет входил в состав Цесвайнского (1949—1956) и Гулбенского района (после 1956). В 1954 к Лигскому сельсовету был присоединён ликвидированный Силтайский сельсовет.
В 1990 году Лигский сельсовет был реорганизован в волость. В 2009 году, по окончании латвийской административно-территориальной реформы, Лигская волость вошла в состав Гулбенского края.
На сегодняшний день в волости находятся ООО «Арнис», Силтайская начальная школа, библиотека, Дом культуры, фельдшерский пункт, почтовое отделение.